# Leopoldsberg

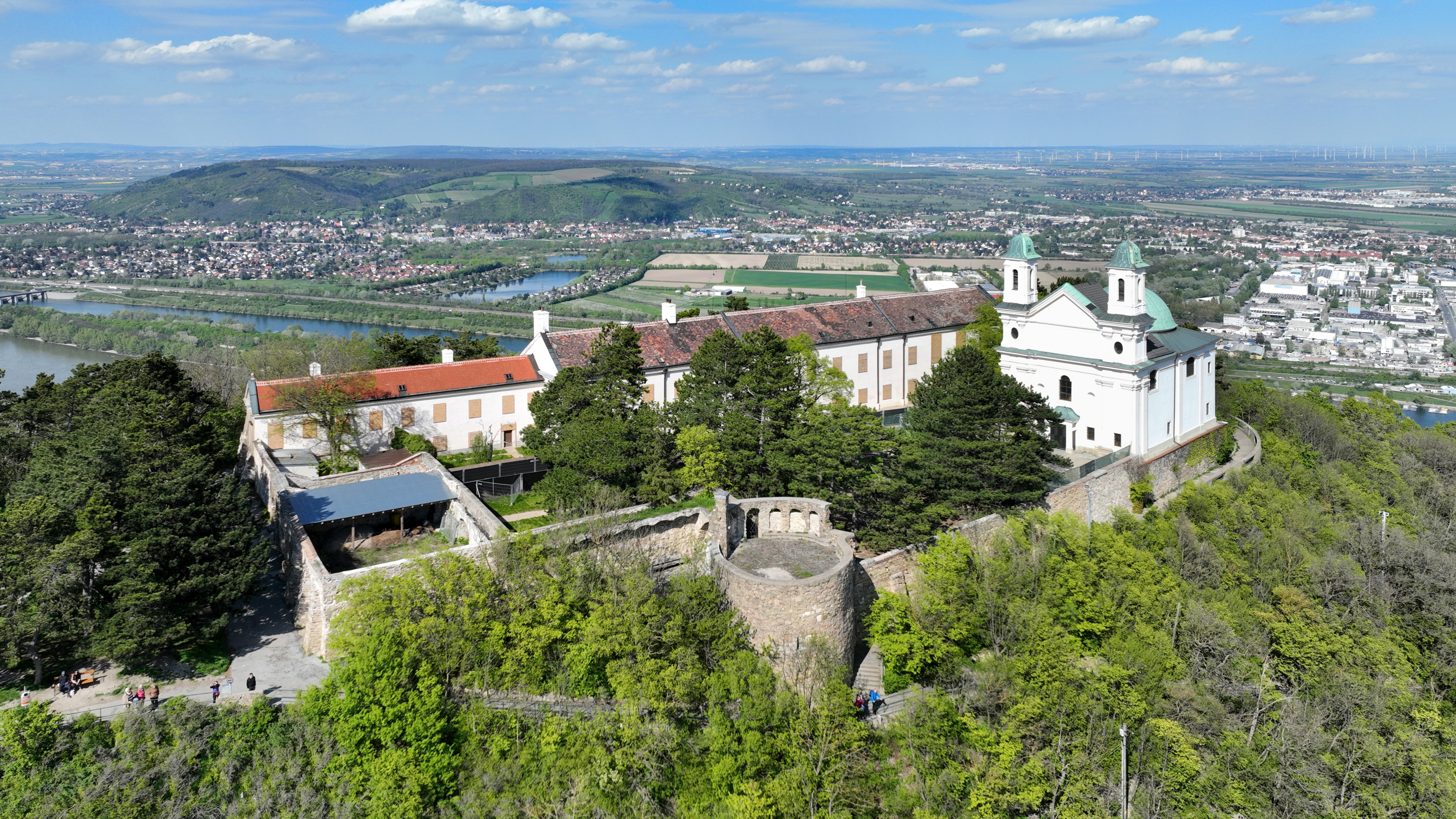
Das Plateau des Leopoldsbergs von Südwesten aus gesehen mit der Leopoldsbergkirche, dem Heimkehrer-Gedächtnismal und der Leopoldsbergburg

Der Leopoldsberg ist ein 425 Meter hoher Hügel im 19. Wiener Gemeindebezirk Döbling und nordöstlichster Ausläufer des Wienerwaldes und damit des Alpenhauptkamms.
Die Bauten auf dem Leopoldsberg stehen unter Denkmalschutz und sind auch von der Stadt Wien als bauliche Schutzzone ausgewiesen.

## Geografie
Er liegt am nördlichsten Punkt des gebirgigen Nordrandes des Stadtgebietes Wiens am rechten Donauufer, steil über dem Strom, und markiert gemeinsam mit den niedrigeren, aber noch östlicher gelegenen Bergen Burgstall und Nussberg das nordöstliche Ende des Wienerwaldes und der Alpen insgesamt. Mit dem 5 km nördlicher gelegenen Bisamberg am linken Donauufer bildet der Leopoldsberg die sogenannte Wiener Pforte. Durch sie tritt die Donau ins Wiener Becken ein.
Der Leopoldsberg ist ein nordöstlicher Ausläufer der Alpen, geologisch zur Flyschzone gehörig und ein beliebter Aussichtsberg im Wienerwald. Er fällt mit einer Hangneigung von 50 bis 70 %, abschnittsweise bis 100 % steil zur Donau ab („Nase“ mit dem Nasenweg). Vom Gipfel ist das Flussufer bei rund 260 Meter Höhenunterschied nur 400 Meter entfernt. Wegen seiner Steilheit weist der Leopoldsberg den einzigen natürlichen Gesteins-Aufschluss Wiens auf.
Die Landesgrenze zwischen Wien und Niederösterreich verläuft nicht über den Gipfel des Leopoldsberges. Sie verläuft ostnordöstlich am Nordhang des Berges und trifft beim Donauwartesteig auf den Bahnkörper der Franz-Josefs-Bahn. Von dort rahmt sie den Kuchelauer Hafen der Donau so ein, dass dieser zur Gänze auf Wiener Stadtgebiet liegt.

## Geschichte

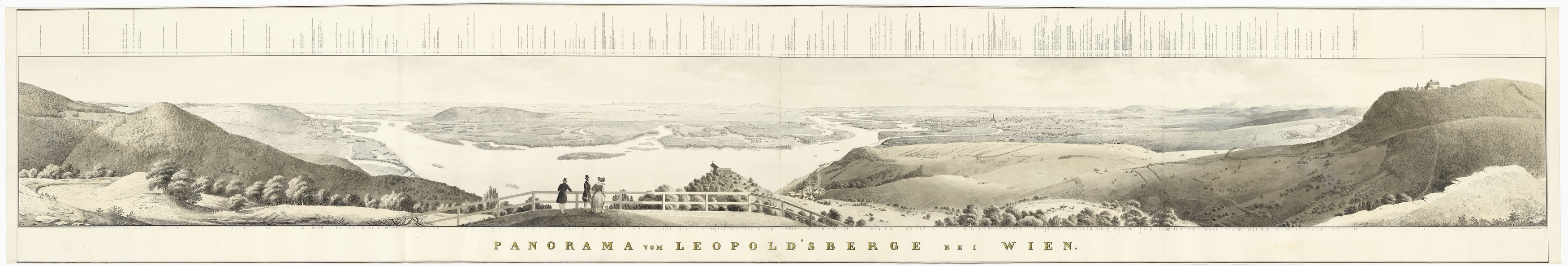
"Panorama vom Leopoldsberge bei Wien" mit topographischen Angaben (um 1830)

Auf dem Berg entstand vermutlich schon während der jüngeren Urnenfelderkultur (9. Jahrhundert v. Chr.) eine kleine Höhensiedlung, die mit Ausnahme von nur geringen Unterbrechungen bis zur frühen La-Tène-Zeit (5. Jahrhundert v. Chr.) bestand. Anschließend kam es zu einer Siedlungsunterbrechung bis ins 2. Jahrhundert v. Chr., als eine spätkeltische Besiedelung bis ins 1. Jahrhundert v. Chr. begann.
Weder bei den Erstgrabungen 1905 durch Jaroslaw Czech von Czechenherz noch beim Bau der Wiener Höhenstraße 1935 konnten prähistorische Wall- oder andere Verteidigungsanlagen gefunden werden. Die von Czech dabei entdeckten Wälle haben sich später als frühneuzeitliche Klaubstein-Weingartenstützmauern entpuppt. In den Jahren 1990 bis 1998 fanden Grabungen der Universität Wien und der Stadtarchäologie Wien unter der Leitung von Otto Helmut Urban statt, die ebenfalls keine Wallanlagen aus der Bronze- oder Eisenzeit zu Tage brachten. Vermutungen, dass durch die mittelalterlichen Burgenbauten ältere Befestigungen zerstört wurden, sind noch unbelegt.
Der Fundbereich erstreckt sich vom Gipfel über den Westrücken und die Südterrasse (heutige Flur „Öde Weingärten“) in einer Breite von 250 und einer Länge von 500 m. Die Hallstattzeit zeigt Grubenbauten im Burgbereich und Hangverbauungen an der Südterrasse, deren Verfüllungen einige beschädigte Objekte enthielten (verschieden Fibeln). Die spätere Phase zeigt Pfostenbauten mit Resten einer vielfältigen Handwerkstätigkeit (Fehlgüsse, Schlacken, Mühlsteinfragmente) sowie von Pferdegeschirren und eisernen Reiter-Sporen auf der Südterrasse. Obwohl der Leopoldsberg als einer der zentralen Siedlungsorte der Hallstatt- und Spätlatènezeit im Wiener Raum gesehen werden muss, weist die geringen Ausdehnung der benutzten Fläche und das offensichtliche Fehlen von Befestigungen auf ein lokales Zentrum hin. Die früheren Theorien, auf dem Leopoldsberg habe sich ein wichtiges keltisches Oppidum befunden, das der Vorgänger des römischen Vindobona gewesen sein soll (eine These von Oswald Menghin, die sich bis 2000 in der Lokaltradition hielt), ist lediglich eine verfehlte Auslegung der Fundsituation.
Erstmals urkundlich erwähnt wurde er als de Chalwenberge zwischen 1130 und 1136. Er erhielt seinen Namen, Kahlenberg, vermutlich durch den kahlen Felsabhang zur Donau hin oder durch den aus Verteidigungsgründen oben kahl gehaltenen Burgberg. Andere alte Schreibweisen sind Kalenberg, Kallenberg, und Chalenberg. Im 12. Jahrhundert ließ Leopold III. eine Burg am Kahlenberg gegen die Einfälle der Magyaren erbauen. Leopold selbst starb 1136 in der Burg.

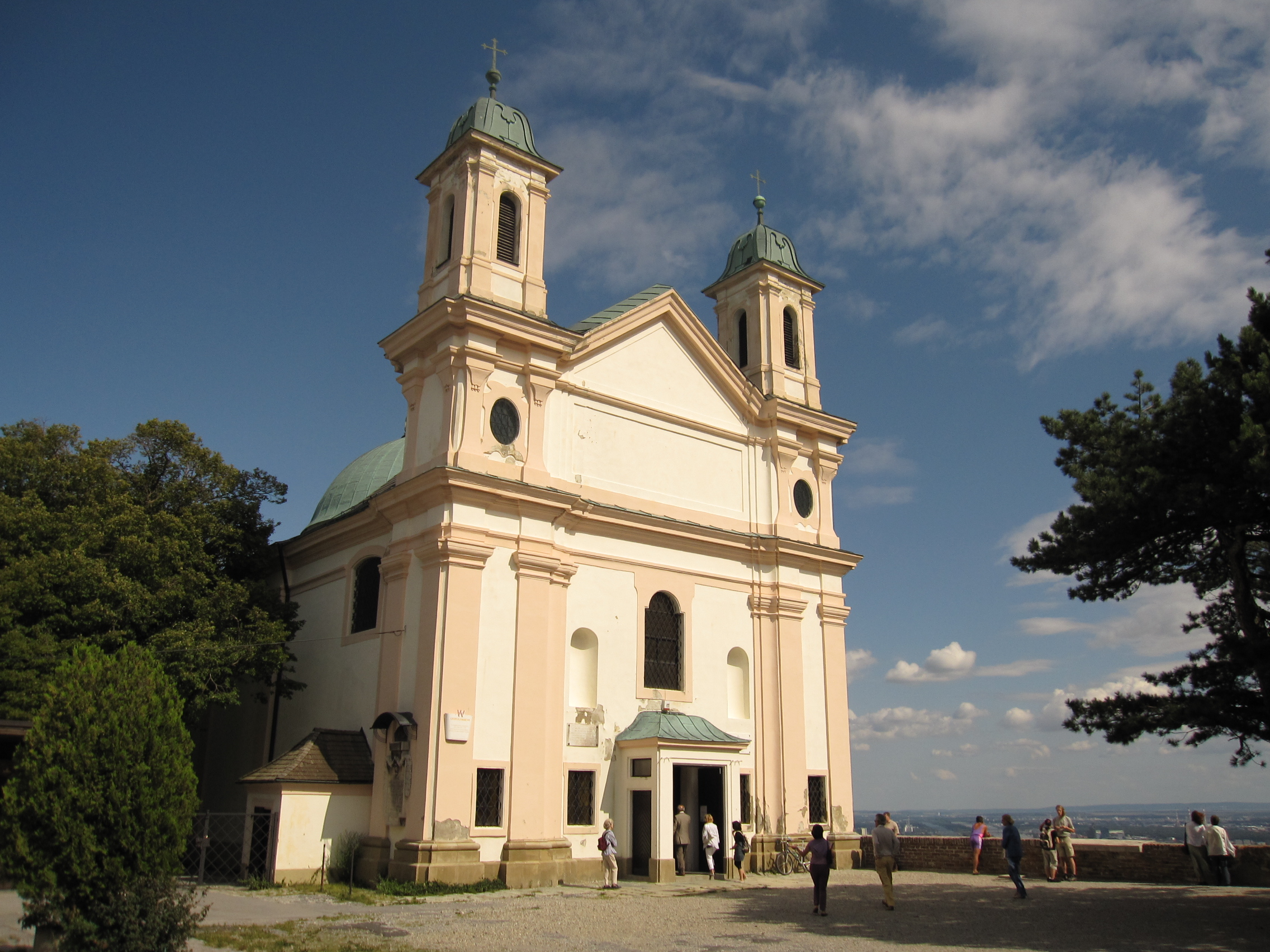
St. Leopold

Früh entstanden auf dem nördlichen Abhang des Kahlenbergs Weingärten, die erstmals 1304 belegt sind. Die Burg auf dem Kahlenberg wechselte in der Folge oft den Besitzer. 1253 bis 1258 war sie in Besitz von Ottokar II. Přemysl, 1287/88 verschanzte sich hier Albrecht I. vor den aufständischen Wienern und erweiterte sie mehrmals. 1484 wurde sie von Matthias Corvinus erobert, 1498 fiel sie wieder an die Habsburger. 1529 wurde die Burg vor dem Eintreffen der Türken in Brand gesteckt, die Reste wurden später gesprengt. Kaiser Leopold I. stiftete gemäß einem Gelübde zur Abwendung der Pest 1679 die Leopoldskapelle auf dem Berg. 1683 wurde der fertiggestellte Teil aber von den Türken vernichtet. Nach dem Sieg gegen die Türken bei der Schlacht am Kahlenberg (12. September 1683) ließ Leopold die Kapelle wieder errichten und 1693 dem Heiligen Leopold weihen, woraufhin der Berg den Namen Leopoldsberg erhielt.
Der westlich benachbarte, etwas höhere Sauberg wurde darauf in Kahlenberg umbenannt. Unter Joseph II. wurde die Kirche des Leopoldsberges entweiht und 1798 vom Stift Klosterneuburg wieder konsekriert. Ein 1718 errichtetes Schloss brannte 1891 ab.

Vom Leopoldsberg ist das Donautal bei Wien zu überblicken (links außen Mitte, mit Trasse der Standseilbahn), um 1872 (Aufnahmeblatt der Landesaufnahme)

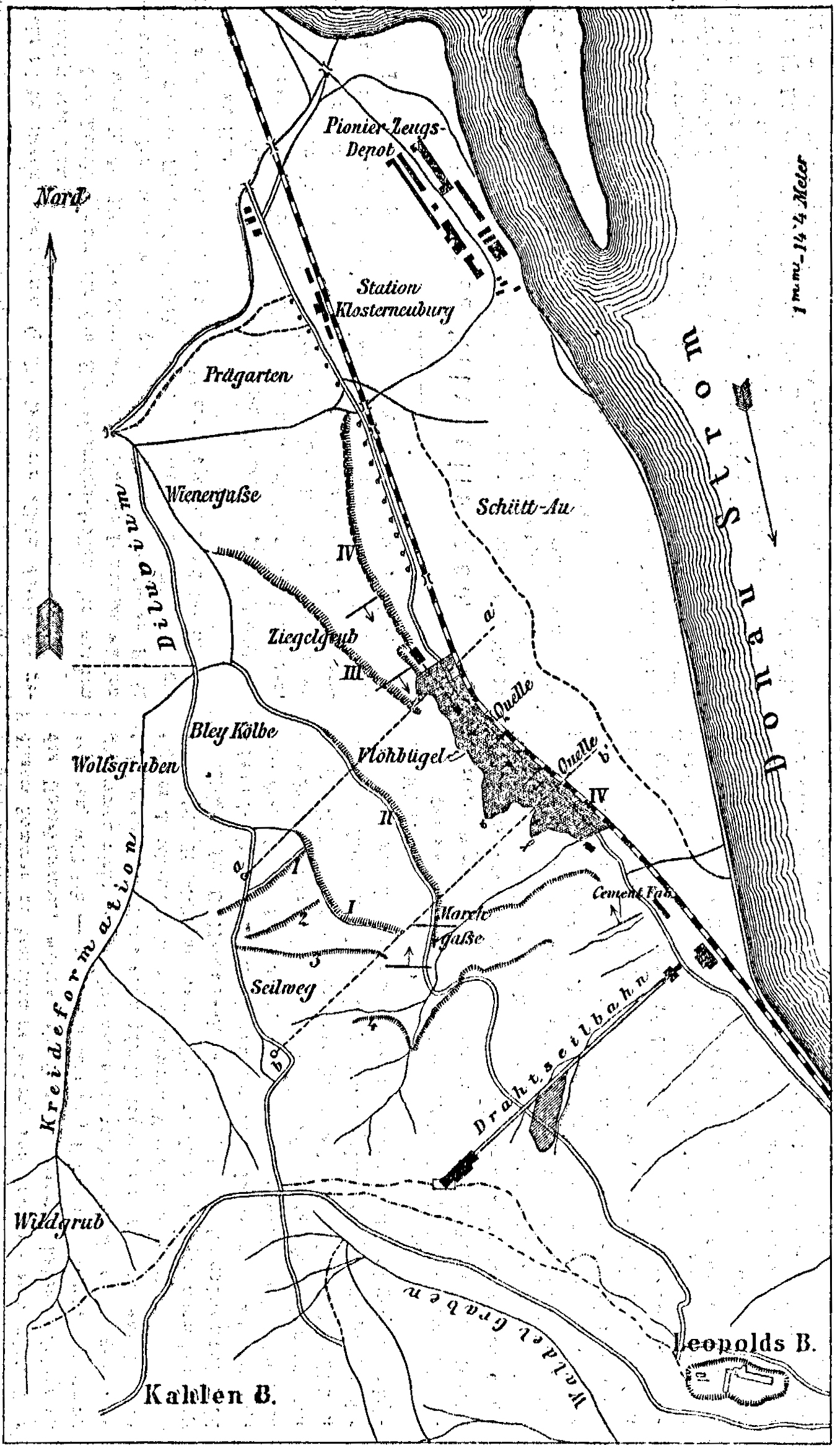
Lage der Standseilbahn (hier: Drahtseilbahn), 1876 dargestellt in Zusammenhang mit den jährlich wiederkehrenden Rutschungen am Kahlenberg-Gehänge längs der Donau

Im August 1872 wurde mit dem Bau einer ab 1873, dem Jahr der Wiener Weltausstellung, über die Nordflanke des Leopoldsbergs Richtung Kahlenberg führenden Standseilbahn begonnen, wobei es vorab nötig war, zur Herbeischaffung des Baumaterials eine provisorische Drahtseilbahn zu errichten. Die Talstation der Standseilbahn befand sich etwa an der heutigen Grenze zwischen Wien und Niederösterreich und hatte ab 31. August 1873 über einen heute nicht mehr existenten Bahnhof Anschluss an die Kaiser-Franz-Josephs-Bahn und eine eigene Schiffsanlegestelle der Donau-Dampfschiffahrts-Gesellschaft (DDSG). 1876 wurde sie von der Kahlenbergbahn Gesellschaft aufgekauft und aus Konkurrenzgründen stillgelegt.
→ Hauptartikel: Drahtseilbahn auf den Leopoldsberg
Mehrmals geplant, aber nie ausgeführt wurde eine Ruhmes- oder Kriegshalle, von der Idee ähnlich wie Walhalla in Bayern.
Seit 1935 führt die neu errichtete Wiener Höhenstraße auf den Kahlenberg und von diesem weiter auf den Leopoldsberg. Öffentlich ist er vom Bahnhof Wien Heiligenstadt (U4, Straßenbahnlinie D) aus mit der Autobuslinie 38A zu erreichen.
1948 wurde das Heimkehrer-Gedächtnismal errichtet, das an das Leid der Kriegsheimkehrer aus dem Zweiten Weltkrieg erinnert. Es ist mit einer großen Feuerschale ausgestattet, die früher zum Gedenken an die in Kriegsgefangenschaft Verstorbenen entzündet wurde und weit ins Land leuchtete.
Im Zuge einer planmäßigen Zwischenlandung in Wien kollidierte am 10. Oktober 1955 im dichten Nebel eine Convair CV-340-58 (YU-ADC) der Jugoslovenski Aerotransport (JAT), auf ihrem Weg von Belgrad nach London am Leopoldsberg mit dem Gelände. Die Maschine stürzte in der Nähe der Josefinenhütte ab. Von den 29 Insassen überlebten 7 Personen den Unfall nicht. An der Absturzstelle wurde vom Österreichischen Touristenklub ein Gedenkstein errichtet.
(Siehe auch: Flugunfall auf dem Leopoldsberg von 1955)
Das Burgareal um den Berggipfel war bis 2018 elf Jahre lang nicht öffentlich zugänglich. Der Wiener Architekt Alexander Serda hatte das Areal als Pächter vom Eigentümer, dem Stift Klosterneuburg, übernommen. Es folgte eine umfassende Restaurierung des Baubestandes. Die Sperre wurde Anfang September 2018 aufgehoben. In der Burg befindet sich nunmehr kein Gastronomiebetrieb mehr; die frühere Pkw-Einfahrt in den Burghof wurde durch einen Park ersetzt.